# Cospicua
Cospicua també coneguda com a Città Cospicua o Bormla és un municipi de Malta, situat a la part central de l'illa de Malta, a la zona del Gran Port és la més gran de les anomenades Tres Ciutats. Té 5642 habitants (cens de 2005) i amb una presència important de defenses de la línia cotonera, dissenyada pel Gran Mestre Nicolau Cotoner.